# Španski slog bikoborbe
španski slog bikoborbe (špansko Corrida de toros). Bikoborbe so dogodek v Španiji, kjer se bikoborec bori z bikom, v areni zgrajeni posebej za ta namen (plaza de toros ). V Španiji so se pojavile sredi 18. stoletja. Španski slog bikoborbe se imenuje corrida de toros, kar bi v slovenščini pomenilo »tek bikov«.
V bikoborbi sodeluje več oseb. Vse sledijo tradicionalnemu protokolu, ki služi estetskemu vidiku. V Španiji se bikoborba konča s smrtjo bika. Bikoborbe potekajo tudi na Portugalskem, kjer bik na koncu ne umre (smrt je prepovedala Maria II  leta 1836). Prav tako potekajo na jugu Francije in v različnih državah Latinske Amerika kot so Mehika, Kolumbija, Ekvador, Peru in Venezuela.  
Bikoborbe delimo glede na starost in zunanje lastnosti bika kot na primer velikost in teža, postava, koža, dlaka, moč vrata... Poleg tega jih delimo še glede na to, če se bikoborec bori na konju ali na nogah. 

## Zgodovina

### Predromanska:
Boj z bikom je bil pomemben že v starih časih, saj so bika žrtvovali bogovom. V Španiji najdemo sledi bikoborbe že leta 711, ko je potekala prva uradna bikoborba v čast kronanja kralja Alfonsa VIII.
Večina zgodovinarjev opaža vpletenost bikov v običaje že v predzgodovinskih časih kot trend, ki se je razširil po celi mediteranski obali, a se je ohranil le na Iberskem polotoku in delu Francije. Nekateri strokovnjaki, kot na primer Alejandro Recio obravnava neolitično mesto Konya v Turčiji (odkrito leta 1958 s strani Jamesa Mellaarta), kjer najdemo dokaze žrtvovanja bikov povezanega s svetimi rituali. To trditev je postavil na podlagi obilice razstav bikov, kot tudi ohranjenosti bikovih rogov in bikovih glav, ki so pritrjena na steno. 

### Romanska:
V času rimskega imperija so gradili amfiteatre, ki so služili gladiatorskim igram, prav tako pa so v teh prostorih potekali boji med gladiatorji in živalmi, kot so na primer biki, volkovi, medvedje... Iz amfiteatrov naj bi se razvile arene za bikoborbe današnjega časa. Nekateri menijo, da so arene predhodne Rimu in naj bi izhajale iz mitske povezanosti s soncem. Rimljani so želeli tudi odpraviti bikoborbe, češ da so preveč nevarne in ne služijo čaščenju bogov, vendar jim to ni uspelo.

### Prepoved arabcev:
Med arabsko vladavino na iberskem polotoku, je želel vladajoči razred izkoreniniti in prepovedati prakso bikoborbe, saj so jo obravnavali kot pogansko praznovanje in krivoverstvo. Bikoborba je bila na arabskem območju prepovedana, a kljub temu so bikoborbe še naprej potekale in postale simbol upora iberskih kristjanov. Tudi plemstvo ga je začelo uporabljati, da bi si s tem pridobili prestiž. Bikoborbe so na začetku potekale na konjih in bile dovoljene zgolj španskim aristokratom 

### Katoliško izobčenje
V 16. stoletju je papež  Pij V prepovedal bikoborbe, zaradi njihove nevarnosti za udeležence. Kdor je sponzoriral, gledal ali sodeloval pri bikoborbah je bil izobčen. Tudi ta ukrep ni preprečil Španiji in Portugalski, da bi tradicija preživela. Iz tega razloga je naslednji papež želel preklicati to kazen, a mu to še do danes ni uspelo, saj so udeleženci bikoborb še vedno izobčeni iz katoliške cerkve. Njegov zakon je narekoval, da bikoborbe ne smejo biti uporabljene kot način s katerim se časti Kristusa ali svetnike. Tudi ta zakon je bil s strani Špancev in Portugalcev zanemarjen. 

### Bourbon
Kralj Filip V (prvi Bourbon) je menil, da ni primerno, da se plemiči ukvarjajo z tako krvavim športom. Meščani so na tej točki preobrazili bikoborobo. Začele so se razvijati nove oblike bikoborbe, ki so bile predvsem znak upora proti Francozom in plemstvu. Te socialni nemiri so se končali, ko je na prestol prišel Carlos III, ki je med drugimi gestami tudi zgradil dve največji areni za bikoborbo v Madridu. S tem je želel zmanjšati sovražnost in odpor Špancev do francoskih vladarjev. 

### Tradicija modernih bikoborb
Za razjasnitev sodobne tradicije bikoborb se lahko zahvalimo sinu in vnuku bikoborcev Joaquín Rodríguez Costillares. Vzpostavil je skupino udeležencev pri bikoborbi, ki se imenujeje cuadrilla. Spektakel bikoborbe je razporedil na tri dele. Izumil je tudi mnogo potez, ki jih bikoborec izvaja z ogrinjalom. Poleg tega je izumil tudi  »traje de luces«, ki je tradicionalna obleka bikoborcev v areni. Ime, ki se prevede v »obleko luči« izhaja iz zlatih in srebrni niti v obleki. Prav tako je vzpostavil set potez in način gibanja z ogrinjalom v areni, ki ga bikoborci še danes uporabljajo.

## Udeleženci
V tradicionalnem boju nastopa 6 bikov- vsak od treh matadorjev se posamezno pomeri z dvema bikoma. Za bikoborbe vzrejajo posebno pasmo bikov (toros bravos). Z matadorjem se spopadejo le tisti mladi biki, ki tehtajo 460-600 kg in so stari vsaj 4 leta. Vsak izmed matadorjev ima šest pomočnikov:  picadores (suličarji na konjih),  banderilleros (ti s posebnimi palicami z bodico bika zabadajo v hrbet) in  mozo de espadas (paž, ki matadorju med bojem podaja vse pripomočke). Celotna ekipa se imenuje cuadrilla. 
Presidente: oseba, ki nadzoruje bikoborbo. Ponavadi je to predstavnik skupnosti, kjer se bikoborba odvija. Njegova naloga je ohranjanje reda v areni, prav tako pa napove začetek bikoborbe, vsakega izmed delov bikoborbe in določi nagrado za matadorja. 

## Deli bikoborbe
Moderna bikoborba je močno ritualizirana in razdeljena na tri dele. Vsakega od treh delov najavi zvok trobente. Udeleženci bikoborbe vstopijo v arena v sprevodu, s katerim pozdravijo dostojanstvenika (presidente) ob glasbeni spremljavi orkestra. Bikoborba poteka ob spremljavi v živo igrane melodije pasodobla, ki je ponavadi napisana, da počasti bikoborce.
Rituali določajo obnašanje udeležencev v areni. Na primer: najstarejši bikoborec (matador) stoji levo, medtem ko je najnovejši postavljen v sredini. Ko matador prvič nastopa v areni, mora v sprevodu ob vstopu v areno sneti svoj klobuk. Oblikovalci kostumov za bikoborce so svoj navdih vzeli iz andaluzijskega načina oblačenja iz 18. stoletja. Bikoborce prepoznamo zaradi njihove spektakularne in svetleče obleke, ki je prepletena z zlatimi in srebrnimi nitmi. Po sprevodu v areno vstopi tudi bik in takrat udeleženci preizkusijo njegovo krvoločnost z igro z ogrinjali. Biki so ponavadi rejeni s strani specialistov in v areno vstopijo z rozeto na hrbtu, na kateri so barve posestva iz katerega bik izvira.

### 1. stopnja: tercio de varas ( »del s kopjem«)
V prvem delu bikoborec opazuje reakcije bika na različne poteze z ogrinjali, ki jih izvajajo banderilleros. Pri tem se osredotoči na bikove težave z vidom, nenavadne poteze z glavo in kateri del arene je biku bolj všeč. Del arene, kjer se bik počuti najbolj varno in domače se imenuje querencia. Bik, ki hoče priti do querencie je pogosto lahko bolj nevaren od bika, ki preganja ogrinjalo. Začetna poteza s strani matadorja se imenuje suerte de capote (oz. Dejanje ogrinjala)- obstaja več načinov kako izvesti to potezo, najbolj pogost se imenuje verónica, kjer matador prekrije bikovo glavo z ogrinjalom medtem, ko bik teče mimo njega. Nato v areno vstopita picadorja, ki imata pri sebi kopje. Picadorja jezdita vsak na svojem konju, ki je po telesu zaščiten z oblazinjeno podlogo in na očeh nosi plašnice. Bika spodbujajo k napadu na konja, ki je zaščiten. Ko bik napade, ga picadorja zabadata v vrat, kar povzroči bikovo prvo izgubo krvi. Izguba krvi bika oslabi in ga pripravi za naslednjo stopnjo bikoborbe. 
Zaščita konjev je postala obvezna šele pred kratkim. Vse do leta 1930 so lahko konji bili v areni goli in so zaradi poškodb pogosto umirali. Ko picador s kopjem zabode bika, se bik zapodi v konja z namenom da bi ga z vratnimi mišicami dvignil. Ta poteza bika še dodatno oslabi. Če picador opravi svoje delo kot mora, bo v naslednjih stopnjah bikoborbe bik držal glavo in rogove proti tlom. To ga naredi manj nevarnega in matadorju omogoči, da nadaljuje z bikoborbo in izvaja predpisane poteze. Ta korak je pri bikoborbah obvezen. Obstaja regulacija, ki določa kolikokrat mora biti bik zaboden s kopjem. Zadostno število udarcev mora potrditi sodnik v areni, sicer ne morejo nadaljevati z bikoborbo. 

### 2. stopnja: tercio de banderillas (»del z zastavicami«)
V naslednji stopnji matador poskuša dve majhni zastavici zatakniti biku za ramena. Te še dodatno oslabijo bikov vrat in ramenske mišice zaradi izgube krvi, hkrati pa bika izzivajo, da dela še več nenadnih potez. Na tej točki je bik izgubil že ogromno količino krvi in je izmučen. Matador takrat vstopi s svojim ogrinjalom in mečem in bika še naknadno utruja s tem ko napada ogrinjalo. 
Nameščanje zastavic s strani matadorja se nadaljuje. Presidente lahko presodi, da je bik izjemno šibek ali se noče bojevati. V tem primeru so zastavice črne barve in predstavljajo sramoto rejniku. 

### 3. stopnja: tercio de muerte (»del usmrtitve«)
Na zadnji stopnji matador ponovno vstopi v areno z majhnim rdečim ogrinjalom (muleta) v eni roki in z mečem v drugi. Ker je bik po navadi posvečen posamezniku ali celotnemu občinstvu, matador uporablja serijo potez, s katerimi prikaže svoj nadzor nad bikom in se hkrati izpostavi nevarnosti, saj se biku zelo približa.
Ogrinjalo je rdeče barve, da prekrije bikovo kri in ne, ker bi ta barva bika jezila (biki so barvno slepi).
Celoten nastop z muleto (palico na katero je pritrjeno rdečo ogrinjalo) je ponavadi razdeljen na dva dela.
Tipična tanda (zaporedje potez) je sestavljena iz od tri do pet osnovnih potez in na koncu zaključek, ki doda piko na i (npr. Pase de pecho ali pase de desprecio).
Gledalci podprejo fantastične poteze matadorja z kriki »ole!«. Bikoborba se zaključi s končnim setom potez v katerih poskuša matador bika spraviti v položaj v katerem bi ga lahko zabodel med ramena, v aorto ali srce. Dejanja zadnjega sunka meča, ki bika ubije, se imenuje estocada.
Če estocada ni izvedena pravilno bik trpi. V primeru, da estocada ni bila uspešna, mora matador biku potisniti meč v hrbtenjačo, da mu prihrani bolečino. Tudi, če je matadorjev udarec uspešen lahko traja nekaj časa, da bik umre. Matador mora bika ubiti znotraj 15 minut. Če mu to ne uspe v 10 minutah, presidente naroči zvočni opozorilni signal.Če v naslednjih treh minutah bik ne umre bo sprožen še en opozorilni signal. Zadnji signal je sprožen v zadnjih dveh minutah. Če bik ne umre je to velika sramota za matadorja. Bika odpeljejo nazaj v hlev, oziroma v nekaterih mestih zakon zahteva, da se bika ubije izven arene. 
Če je presidente navdušen nad bikovim nastopom, ukaže čaščenje živali. V nekaterih redkih primerih dovolijo bikom preživetje, če se izvrstno borijo v areni. Gledalci zahtevajo odrešitev bika z mahanjem svojih robcev in matador mora dobiti dovoljenje presidenta. Če je presidente na miru bo matador bika ubil, če pa na svoj balkon položi oranžen robec bo preživel. V takem primeru matador le imitira poslednji udarec za bika z zastavico in nato bika izpustijo. Taki biki so ponavadi upokojeni iz tekmovanj, saj bika nikoli ne smejo vrniti v areno, ker se učijo iz lastnih izkušenj in bi tako bili preveč nevarni za tekmovalca. 
Kot znak uspešne bikoborbe matador na koncu dobi pokal. Če vsaj polovica gledalcev prosi presidenta z mahanjem robca, 
da nagradi matadorja, mu mora podariti eno uho bika. Če se tudi presidente strinja, da je matador dobro izvedel bikoborbo,
mu lahko podari največjo nagrado: dve ušesi in bikov rep (los máximos trofeos). Matador, ki je pridobil vsaj dve ušesi je nošen na ramenih oboževalcev. 
Tudi matadorji, katerih bikov so izpuščeni dobijo maksimalno nagrado, vendar le simbolično, saj dele bikovega telesa odrežejo le iz mrtvega bika.

## Tveganja
Bikoborbe so ponavadi smrtonosne za bika in zelo nevarne za matadorja. Picadorji in banderilleros so včasih ranjeni, vendar to ni pogosto. Najbolj nevaren je zadnji del bikoborbe- estocada, ko se matador približa biku, da mu bo zadal poslednji udarec. Večina matadorjev je bila že večkrat poškodovana. Razvila se je posebna kirurška specializacija, ki zdravi rane povzročene zaradi rogov.
V areni je ponavadi tudi bolnišnica, v kateri se nahaja operacijska soba, rezervirana za takojšnjo obravnavo matadorjev z ranami.
Arena ima tudi kapelo, v kateri lahko matador moli pred bikoborbo in kjer lahko najdemo duhovnika v urgentnih primerih, da izvede maziljenje nad matadorjem.

## Popularnost bikoborb
Glede na vprašalnik leta 2014/15 izveden s strani ministrstva za kulturo v Španiji, je bikoborbo uvrščena na 10.mesto najljubših plačanih aktivnosti za užitek. V letu 2015 je 9,5% Špancev šlo na plačano bikoborbo. To pomeni nekaj čez 3,5 milijonov ljudi. 
Gibanje proti bikoborbam
Aktivizem proti bikoborba je v Španiji obstajal od začetka 19. stoletja, ko se je skupina intelektualcev (pripadnikov generacije 98) uprla popularnosti bikoborb in flamenco glasbe in jo označili kot »ne Evropski« del španske kulture.
V zadnjih časih so bikoborbe napadli tudi aktivisti, ki se borijo za pravice živali. Bikoborbe so igrale tudi pomemben del pri želji po odcepitvi Katalonije, 
saj so bikoborbe v Kataloniji prepovedali že leta 2010, kljub temu da so bikoborbe zelo pomembne za španski nacionalizem.  
Tudi v Galiciji in Baskiji so izrazili željo po prepovedi bikoborb, čeprav je v Baskiji to postalo sporno vprašanje, saj so bikoborbe ključen del Festivala San Fermin,
ki poteka v Pamploni.  
Aktivisti, ki se borijo, da bi prepovedali bikoborbe pravijo, da so bikoborbe krut in barbaren krvav šport, kjer bik utrpi veliko stresa in umre počasne in mučne smrti. 
Zagovorniki bikoborb, na primer avtor Alexander Fiske-Harrison, ki je delal raziskavo o bikoborbah za knjigo o temi, argumentira drugače. V svoji raziskavi je ugotovil, da biki, ki so rejeni za bikoborbe živijo od štiri do šest let, medtem ko biki, ki so namenjeni za zakol živijo največ 2 leti. Poleg tega biki, ki jih pripravljajo za bikoborbe živijo svoje življenje na prostem v naravnem prostoru in je za njih zelo lepo poskrbljeno. Drugi tudi argumentirajo, da je smrt v klavnicah pogosto hujša od smrti v bikoborbi in da sta oba načina smrti v bistvu le za zabavo ljudi, saj za svoje preživetje ne potrebujemo mesa, ampak ga jemo le zaradi okusa. 
Poleg tega obstaja tudi mnogo drugih načinov mučenja živali, ki ne pritegnejo toliko pozornosti- na primer konjske dirke, rodeji, lovljenje s puščicami in lokom in ostale dejavnosti, ki spadajo v anglo-saksonsko kulturo. Zadnji branilni argument je tudi, da so biki uporabljeni pri bikoborbah najbližje tradicionalnim divjim bikom, ki so že izumrli (bravo bulls). Če se bikoborbe prekinejo, bodo izginili še zadnji potomci divjega bika v Evropi.Podporniki bikoborbe postavijo pod vprašaj dejansko bolečino, ki jo čuti bik, če upoštevamo stopnjo adrenalina v ringu in jo primerjajo z ubojem v klavnicah. V bikoborbah bik utrpi smrt le na koncu in v manj kot 30 sekundah. 

## Posebni dogodki
- Mano-a-mano bikoborba: dva matadorja se v tekmovanju bojujeta vsak s tremi biki. Ponavadi sta si rivala, včasih tudi sovražnika.

- Encerronas: matador se bori s šestimi biki

- Novilladas: bikoborbe, kjer se borijo mlajši biki (med 2 in 4 leti) in novi bikoborci. Borijo se brez picadorjev.

- Festivales: lahko se udeležijo izkušeni bikoborci, novi bikoborci in tudi amaterji. Organizirani so za dobrodelne namene. Na tem dogodku bikoborci ne nosijo traje de luces ampak bolj preprosto traje corto. Biki imajo na teh festivalih ponavadi obrušene konce rogov. S tem naj bi bili biki manj nevarni, a to nujno ne drži. Bik sicer ne more natančno zadeti tarče, vendar bo sila udarca ostala enaka. Rana sicer ne bo vbod, ampak lahko še vedno povzroči zelo resne posledice

- Corridas goyescas: posebni dogodki, ki odsevajo vizualnost bikoborb. Predstavljeni so v delih Francisca de Goya. Corrida goyesca.Ta tip dogodkov je bil prvotno predstavljen leta 1954 v Rondi.

### Manj pomembni spektakli

#### 1.Profesionalni:
- Rejoneo/ corrida de rejones: rejoneador (kopjenošec) poskusi na konju zabosti bika  s kopjem,  ki se imenuje rejones de castigo v prvem delu in z zastavicami v drugem.   Na koncu rejoneador ubije bika z kopjem smrti. V nekaterih primerih bika ubijejo tudi na tleh na tradicionalen način (estoca z muleto).

- Recortes: bikoborec se izogiba biku in ne uporablja ogrinjala ali meča. Med tem tipom bikoborb biki niso ubiti. Ta način bikoborb izhaja iz Aragonije.

#### 2.Amaterski:
- Encierro: tek bikov po ulici. Tekalci tečejo pred biki, da jih vodijo z ulice do arene, kjer bike čaka bikoborba. Encierro.Najbolj znan encierro poteka v Pamploni julija, čeprav se ta dogodek odvija po več mestih v Španiji. V Segorbi poteka različica teka, kjer bike spremljajo konjeniki.

- Bous al carrer (biki na ulici v katalonščini): poteka v Valenciji in Kataloniji.  Razlika od encierra je ta, da biki niso vodeni v areno. Obstaja več različic, ena izmed njih se imenuje bous a la mar (biki na morju),  kjer udeleženci tečejo pred biki in se na koncu vržejo v vodo, da se rešijo pred njimi.  Še ena popularna različica se imenuje toro embolado (ognjeni bik), kjer imajo biki na rogovih krogle iz gorečega materiala,   ki ga prižgejo pred tekom. Nato se udeleženci biku izmikajo.Embolado.

- Toro de la vega: dogodek se odvija septembra v mestu Tordesillas. Bik teče skozi odprto območje čez most, da prečko reko Duero.  Na mostu ga čaka množica ljudi (na konjih in peš), ki ga skuša ubiti z sulicami preden prečka most.   Ta dogodek je označen kot tradicionalni spektakel s strani vlade Kastilje in Leona.

- Vaquillas: mlada krava je spuščena v areno (ponavadi zgrajeno le za čas festivala) med mladino, ki jo draži.